# Цицианов, Дмитрий Павлович
Князь  Дмитрий Павлович Цицианов  (1722—1790) — российский писатель и переводчик; брат Егора Цицианова.

## Биография
Писатель, происходил из древнего рода князей Цицишвили, бывших владетелями части региона Картли. Отец его — князь Паата (Павел Захарьевич) Цицианов — в 1725 году выехал из Грузии в Россию в свите карталинского и кахетинского царя Вахтанга, принял русское подданство и был капитаном Грузинского гусарского полка.
Князь Дмитрий Цицианов родился в 1723 году. В 1739 году он слушал лекции в Академии Наук «в физике экспериментальной, в юс натуре, в моралии, в географии математической, немецкого языка и российского», а 23 октября, того же 1739 года, поступил в Сухопутный Шляхетный Кадетский Корпус «для настоящего окончания тех наук». Отсюда он был выпущен 10 февраля 1742 года «к штатским делам, в должность секретарскую», и поступил на службу в Государственную Военную Коллегию, где «российскому канцелярскому штилю обучался».
В том же 1742 году, 25 февраля, ему и другим кадетам был, по указу Сената, произведен экзамен в Академии Наук для освидетельствования их в науках и, по отзыву профессоров Крафта, Винсгейма, Гейксиуса и Геллерта Цицианов оказал во всех науках и языках прекрасные успехи.
В 1761 году он был коллежским асессором и в 1767—1774 годах служил в Межевой Канцелярии; затем до 1776 года в чине коллежского советника он был членом Юстиц-коллегии, и ещё год - председателем 1 Департамента Верхнего земского суда Смоленского наместничества.
Среди его трудов наиболее известны следующие: 1) «Краткое математическое изъяснение землемерия межевого», СПб., 1757 г. (с 8-ю таблицами фигур); 2) «История короля Генриха Великого, сочинение Гердцена Перефикса», перев. с франц., сделанный вместе с Андреем Ниловым, 2 части, Тамбов, 1789—1790 г.; 3) «Завещание статского советника князя Дмитрия Павловича Цицианова детям своим, последуемое эпитафиею», СПб., 1786 год.